# Gunnar Cassel
Gunnar Elias Casell, född 24 juli 1865 i Jakobs församling i Stockholm, död 28 november 1943 i Hedvig Eleonora församling i Stockholm, var en svensk ingenjör och lärare.

## Biografi
Gunnar Cassel var son till grosshandlaren Oskar Cassel (1830-1917) och Leontine Dahlstrand (1837−1869) samt sonson till lagmannen och psalmförfattaren Carl Gustaf Cassel. Han var också bror till nationalekonomen Gustav Cassel, författaren Hjalmar Cassel och halvbror till borgmästaren Oscar Cassel. Vidare var han farbror till Margit Wohlin, Arne, Leif och Dagny Cassel.
Efter styrmansexamen vid navigationsskolan i Stockholm 1885 blev han ångbåtsbefälhavare i Stockholm. Han var ordinarie elev vid Kungliga Tekniska Högskolan (KTH) 1890–1893 där han avlade civilingenjörsexamen. Gunnar Cassel var assistent i allmän kemi vid KTH 1893–1897 och docent i elektrokemi där 1894–1898. Han gav under denna tid ut boken Handbok i elektrokemi med särskild hänsyn till dess tekniska tillämpning (1896).
Han var ledamot av Svenska Teknologföreningen 1892–1900. Han gav ut boken Framtidens jordbruk (1916).
Första gången var han gift med Anna Nilsdotter Bröms (1886–1950), dotter till bonden Nils Ersson och Carin Matsdotter. De fick barnen May Lindholm (1888–1981), regementsläkaren Ivar Cassel (1890–1967), filosofie licentiaten Henry William Cassel (1892–1918), Sigrid Nettelbladt (1898–1991) och skogsmästaren Gösta Cassel (1902–1981). Äktenskapet upplöstes 1911.
Andra gången gifte han sig 1911 med Jane Bergström (1880–1964), förut gift Hedin, dotter till sjökorpralen Nils Peter Bergström och Charlotta Karlsdotter. De hade barnen musikern Torbern Cassel (1900–1942; gift med Lalla Cassel), redaktören Thorsten Cassel (1902–1947; gift med Carin Cassel), Vivi Ekman (1905–1983; gift med skolmannen Walter Ekman) och Karin Hellman (1907–1953) gift med Gunnar Hellman.
Gunnar Cassel är begravd på Norra begravningsplatsen utanför Stockholm.